# Saggio di Millon
Il saggio di Millon è un test chimico di riconoscimento che prende il nome dal chimico francese Auguste Millon, suo ideatore. Il test viene utilizzato per il riconoscimento del gruppo ossidrile aromatico tipico dei fenoli. La reazione è positiva per fenoli monossidrilati para-sostituiti con almeno una posizione in orto libera, come ad esempio la tirosina o il timolo.

## Procedimento
Si prepara il reattivo di Millon facendo reagire mercurio metallico con acido nitrico concentrato per ottenere una soluzione contenente Hg+1, Hg+2, NO2- e NO3-. Si fa quindi reagire la sostanza in esame col reattivo riscaldando la soluzione a bagnomaria, il saggio è positivo se la soluzione assume una colorazione rossa.

## Reazione
Nel primo passaggio il fenolo in esame subisce una reazione di nitrosazione in posizione orto sull'anello aromatico reagendo con l'acido nitroso presente nel reattivo per dissociazione di quest'ultimo in ione ossidrile OH- e ione nitrosonio NO+. Si ha quindi la formazione di un nitrosoderivato in equilibrio con la sua forma tautomerica, molecola che interagisce con gli ioni Hg2+ formando il chelato responsabile del colore rosso del saggio positivo. 